# Балаклійка (притока Сіверського Дінця)
Балаклі́йка — річка в Україні, в межах Харківської області, ліва притока Сіверського Дінця.
Утворюється шляхом злиття трьох річок — Крайня Балаклійка за 10 км від гирла, Середня Балаклійка за 10 км від гирла, Волоська Балаклійка за 1,3 км від гирла. Балаклійка впадає в Сіверський Донець за 722 км від його гирла. 
Протікає містом Балаклія. Власна довжина річки становить 10 км. Площа водозбірного басейну — 1140 км². Похил — 0,1 м/км.
За характером рельєфу басейн річки являє собою підвищену рівнину з добре розвинутими ерозійними формами рельєфу. Долини річок у верхів'ях — балочного типу, у середній течії трапецієподібні, у нижній течії набуває асиметрії: правий схил крутий і короткий, лівий — більш пологий, на окремих ділянках терасований. Заплави річок двосторонні, більшою частиною сухі та рівні. На окремих ділянках трапляються протоки та стариці. Ширина заплави становить 300-500 м, інколи 700-800 м. Заплавні землі використовуються переважно під природні кормові угіддя, рідше — під орні землі. Річища помірно звивисті, завширшки 10-15 м. Дно мулисте, береги низькі, зарослі вологолюбною рослинністю. Річки направлені в південно-східному напрямку.
Водний режим приток річки Балаклійки слабо зарегульований. У верхів'ях річок та їхніх балках побудовані ставки, які призначені для зрошення та риборозведення.

## Притоки
Крайня Балаклійка — права. Бере початок вище с. Мосьпанове Чугуївського району Харківської області. Впадає за 10 км від гирла.
Довжина річки — 34 км, площа водозбору — 291 км². Має притоку — балку Вовчий Яр (довжина 13 км).
Середня Балаклійка — ліва. Бере початок вище с. Олександрівка Шевченківського району Харківської області. Впадає за 10 км від гирла. Довжина річки 40 км, площа водозбору — 345 км².
Волоська Балаклійка — ліва. Бере початок вище с. Волоська Балаклія Шевченківського району Харківської області. Впадає за 1,3 км від гирла. Довжина річки 56 км, площа водозбору — 480 км².